# Биргалин, Айнур Азаматович
Айнур Азаматович Биргалин (баш. Бирғәлин Айнур Азамат улы) — с 16 октября 2019 г. председатель-муфтий Духовного управления мусульман Республики Башкортостан. Родился 17 октября 1989 года в селе Батталово Учалинского района Башкирской АССР.

## Биография

### Образование
Айнур Биргалин родился в 1989 году, в селе Батталово
В 2006 году окончил лицей-интернат г. Белорецк.
2006 — поступил в Российский исламский университет при ЦДУМ
2008 — направлен в числе отличников учёбы на обучение в Университет Аль-Азхар (г. Каир, Арабская Республика Египет).
В годы обучения проявил активное участие в организации и проведении студенческих мероприятий, участвовал в качестве переводчика и гида при проведении международных выставок и фестивалей с участием представителей Российской Федерации.
В 2010 году завершил обучение в Университете аль-Азхар по специальности «Теология»
В 2016 году окончил Факультет башкирской филологии и журналистики Башкирского государственного университета. Специальность: филолог-преподаватель башкирского и арабского языков.
В 2021 году поступил в аспирантуру Башкирской академии государственной службы и управления при Главе РБ.

### Общественная деятельность
с 2011—2015 гг. являлся имамом ММРО «Рамадан» Советского района г. Уфа.С 2014 г. Имам-Хатыб председатель ММРО «Фатхислам» Ленинского района г. Уфа. С 2017 г. Руководитель Ассоциации предпринимателей мусульман РФ в РБ. С 04.2019 и. о. Муфтия Централизованной религиозной организации Духовное управление мусульман республики Башкортостан. С 2019 г. Председатель-муфтий Духовного управления мусульман Республики Башкортостан

### Деятельность в смежных отраслях, бизнес
В 2013 −2014 годах — научный сотрудник отдела редких книг и рукописей в национальной библиотеке им. Заки Валиди.
с 2014 г. Учредитель и владелец ООО «Таймас Престиж». Производство и реализация питьевой воды.
с 2018 г. Представитель финансового дома «Амаль» в РБ. (Исламский банкинг и финансы). Архивная копия от 15 ноября 2021 на Wayback Machine
По данным СМИ, владеет компанией по производству безалкогольных напитков, с 2016 года зарегистрировал хозяйство по разведению ослов, лошадей, мулов и лошаков, а также владеет двумя озёрами в Учалинском районе, где занимается разведением рыб.

### Спортивные достижения
Чемпион Республики по грепплингу среди профессионалов в весе до 71 кг.
Призёр РБ по панкратиону 2015 г.
3 место в РБ по спортивной борьбе грэпплинг 2016 г.
3 место в международном турнире «Кубок дружбы» по грепплингу 2016 г.
2 место в РБ по спортивной борьбе грэпплинг 2017 г.
1 место в РБ по спортивной борьбе грэпплинг на «Собрание башкирской молодежи» 2017 г.
1 место в РБ по спортивной борьбе Грепплинг на открытом чемпионате.2017 г.

### Взгляды
Биргалин принимает участие на провластных митингах и мероприятиях, называя Европу, Америку и НАТО «нечестивцами» и «врагами России и религии», выступает на региональных и федеральных телеканалах с провластных позиций, неоднократно становился гостем пропагандистского канала «Соловьев LIVE». 18 марта 2022 года принял участие в провластном митинге-концерте в Уфе, посвящённом аннексии Крыма, где выступил с одобрением аннексии. Эксперты и исламоведы отмечали тесные связи Биргалина с государством и оправдание им внешней и внутренней политики путинского правления.
Биргалин активно поддержал российское вторжение на Украину и мобилизацию в России, озвучив основные нарративы российской антиукраинской пропаганды, назвал нападение на Украину «богоугодным священным сражением». В июле 2022 года, как «поддержавший агрессию России против Украины», был внесён ФБК в список разжигателей войны состоящий из лиц которые «используют свои религиозные организации для пропаганды агрессии и массового убийства», с предложением введения против него международных санкций. Национальное агентство по предотвращению коррупции Украины выступило с инициативой о введении против Биргалина международных санкций за поддержку российской агрессии в публичных заявлениях.

## Семья
Женат, имеет четырёх детей.